# Канне, Иоганн-Арнольд
Иоганн-Арнольд Канне (нем. Johann Arnold Kanne; 1773—1824) — немецкий филолог и писатель
.
Профессор восточных литератур в Эрлангене. Частично под псевдонимами Вальтер Бергиус и Иоганн Аутор он написал: «Nikolai’s literarisches Liebesbrief» (1803), «Blätter von Alepli bis Kuph» (1803), «Kleine Handreise» (1803), «Neue Darstellung der Mythologie der Griechea und Römer» (1805), «Comoedia humana» (1808), «Erste Urkunden der Geschichte» (1815), «Pantheon der ältesten Naturphilosophie» (1811), «System der indischen Mythe» (1813), «Erweckliche Geschichten aus dem Reiche Christi» (1810), «Leben erweckter Christen» (1816)" «Christus im alten Testament» (1818), «Biblische Untersuchungen und Auslegungen» (1819) и много других произведений.
Канне наряду с большой учёностью и проницательностью обладал едким остроумием и тонким юмором; однако мистический характер его произведений лишает их художественной цельности.